# Eugénie Vergin
Eugénie Elise Vergin parfois aussi connu sous le nom d'Elise Colonne or Alice Colonne (21 mars 1864 à Lille - 16 novembre 1941 à Vaucresson) est une artiste lyrique et professeure de chant française.

## Biographie
Eugénie Vergin entre au Conservatoire de Paris en 1873 avec l'aide financière du conseil général du  département du Nord où elle obtient les premiers prix de chant et d'opéra-comique en 1875. Ensuite, elle se lance avec succès dans les concerts de l'Association Artistique du Châtelet récemment créée par Édouard Colonne, où sa représentation du rôle de Marguerite de La Damnation de Faust de Berlioz, le 17 novembre 1878, est particulièrement acclamée.
Elle épouse Édouard Colonne le 30 septembre 1886.
Eugénie Vergin Colonne est connue pour son excellente musicalité. Elle est très demandée en tant que professeure de chant à Paris où elle fonde une école de chant qui a du succès. Vera Nimidoff, Marie Delorn (d) , Judith Lasalle sont ses élèves.
Tchaïkovski donne trois concerts avec l'orchestre Colonne. Pendant son séjour, Tchaïkovski est souvent dans la loge d'Eugénie Colonne pour assister aux concerts de son mari au Théâtre du Châtelet. Elle accueille également le compositeur chez eux à plusieurs reprises. Tchaïkovski a écrit un autographe musical composé de six mesures dans son album, le 16 mars 1888.

## Décorations
- Chevalier de la Légion d'honneur 1929[7]
- Officier de l'Instruction publique, 1890 ; Officier de l’instruction publique, 1898